# Парламентські вибори у Ліхтенштейні 2005
Парламентські вибори в Ліхтенштейні 2005 року проводилися 13 березня. Перемогу здобула Прогресивна громадянська партія, лідер якої Отмар Гаслер став главою уряду країни.
| | Прогресивна громадянська партія   | 94 547  | 48,7 | 12 | -1 |
| | Патріотичний союз                 | 74 162  | 38,2 | 10 | -1 |
| | Вільний список                    | 25 286  | 13,0 | 3  | +2 |
| Недійсних/порожніх бюлетенів                                                                                           | Недійсних/порожніх бюлетенів      | 315     | —    | —  | —  |
| Усього | Усього                            | 15 650* | 100  | 25 | —  |
| Зареєстрованих виборців/Участь, %                                                                                      | Зареєстрованих виборців/Участь, % | 17 428* | 86,5 | —  | —  |
| Source: Information and Communication of the Government [Архівовано 23 липня 2012 у Wayback Machine.], Nohlen & Stöver |                                   |         |      |    |    |

* Кожен виборець має стільки голосів, скільки місць у парламенті, тому загальна 
кількість голосів, відданих за різні партії, більше, ніж кількість виборців.